# Sangatta Utara
Sangatta Utara (indonez. Kecamatan Sangatta Utara) – kecamatan w kabupatenie Kutai Timur w prowincji Borneo Wschodnie w Indonezji.
Kecamatan ten graniczy od północy z kecamatanem Bengalon, od zachodu z kecamtanem Rantau Pulung, od południa z kecamatanem Sangatta Selatan, a od wschodu leży nad wodami Cieśniny Makasarskiej.
W 2010 roku kecamatan ten zamieszkiwało 72 156 osób, z których 100% stanowiła ludność miejska. Mężczyzn było 39 699, a kobiet 32 457. 59 374 osób wyznawało islam, 10 078 chrześcijaństwo, a 2 484 katolicyzm.
Dzieli się na kelurahany: Sangatta Utara, Singa Gembara, Swarga Bara i Teluk Lingga.